# Густав Борхардт
Густав Борхардт (нім. Gustav Borchardt; 25 грудня 1916, Берлін — 31 травня 1943, Біскайська затока) — німецький офіцер-підводник, оберлейтенант-цур-зее крігсмаріне.

## Біографія
9 жовтня 1937 року вступив на флот. З 15 жовтня 1940 року служив на есмінці «Теодор Рідель». З 7 січня по 14 червня 1941 року пройшов курс підводника. З 15 червня 1941 року — 1-й вахтовий офіцер на плавучій базі підводних човнів «Саар», з 26 січня 1942 року — на підводному човні U-460, на якому взяв участь у двох походах. З 26 жовтня 1942 по 4 січня 1943 року пройшов командирську практику на U-135, на якому взяв участь в одному поході (21 листопада — 25 грудня 1942). 5-17 січня 1943 року пройшов курс кермування, з 18 січня по 21 лютого — курс командира човна. З 22 лютого 1943 року — офіцер із зенітної підготовки екіпажу U-256 при 2-му навчальному дивізіоні підводних човнів. 9-20 травня 1943 року пройшов тактичну підготовку при 27-й флотилії.
З 21 травня 1943 року — командир підводного човна U-563. 29 травня вийшов у свій перший і останній похід. 31 травня U-563 був потоплений у Північній Атлантиці північно-західніше мису Ортегаль (46°35′ пн. ш. 10°40′ зх. д.) глибинними бомбами британського бомбардувальника «Галіфакс» і британського й австралійського летючих човнів «Сандерленд». Всі 49 членів екіпажу загинули.

## Звання
- Кандидат в офіцери (9 жовтня 1937)
- Морський кадет (28 червня 1938)
- Фенріх-цур-зее (1 квітня 1939)
- Оберфенріх-цур-зее (1 березня 1940)
- Лейтенант-цур-зее (1 травня 1940)
- Оберлейтенант-цур-зее (1 квітня 1942)

## Нагороди
- Залізний хрест 2-го класу (1940)
- Нагрудний знак есмінця (1940)
- Нагрудний знак підводника (15 жовтня 1942)